# Palazzo Tadini
L'ex Palazzo Tadini, ora Centro Diurno Integrato (CDI) della Residenza Sanitaria Assistenziale (RSA) “Camillo Lucchi”, è una dimora storica di Crema.

## Storia
Sulle origini dell'edificio, sorto nell'area settentrionale del centro storico in prossimità dello scomparso terrapieno delle mura venete, non si hanno dettagli.
La prima informazione nota risale all'anno 1652 quando il colonnello Gerolamo Tadini vi ospitò il giovane duca di Mantova Carlo II di Gonzaga-Nevers. La proprietà è confermata ai Tadini anche nell'estimo del 1685.

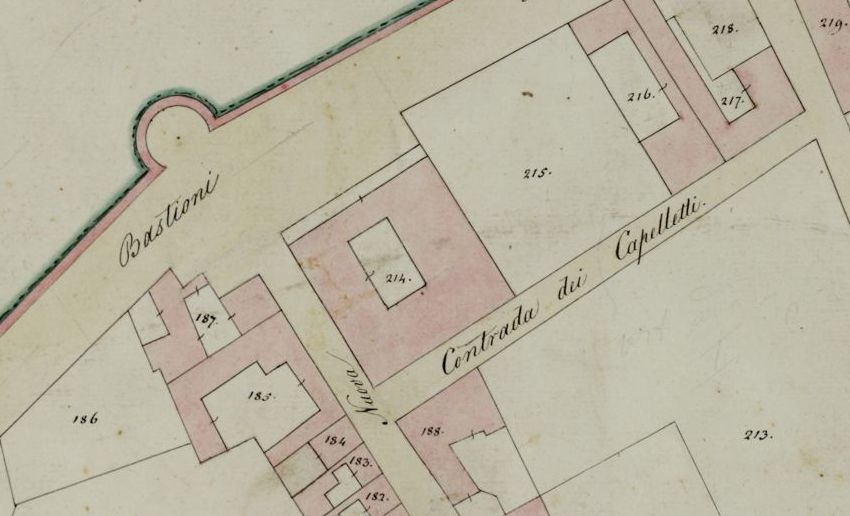
Il palazzo all'angolo tra la Contrada Nuova (via Tadini) e la Contrada dei Capelletti (via Placido Zurla)m nella prima metà del XIX secolo.

Camillo Tadini ospitò in questo palazzo il provveditore straordinario Giacomo Morosini (9 aprile 1701 – 3 dicembre 1703), salvo poi intraprendere una controversia con la città per il pagamento dell'alloggio.
Pochi anni dopo il conte Gerolamo ospitò nel 1721 uno dei tre Sindaci inquisitori, Zan Alvise Mocenigo, giunti a Crema per raccogliere le lamentele dei cittadini e verificare la condotta del Podestà e degli amministratori.

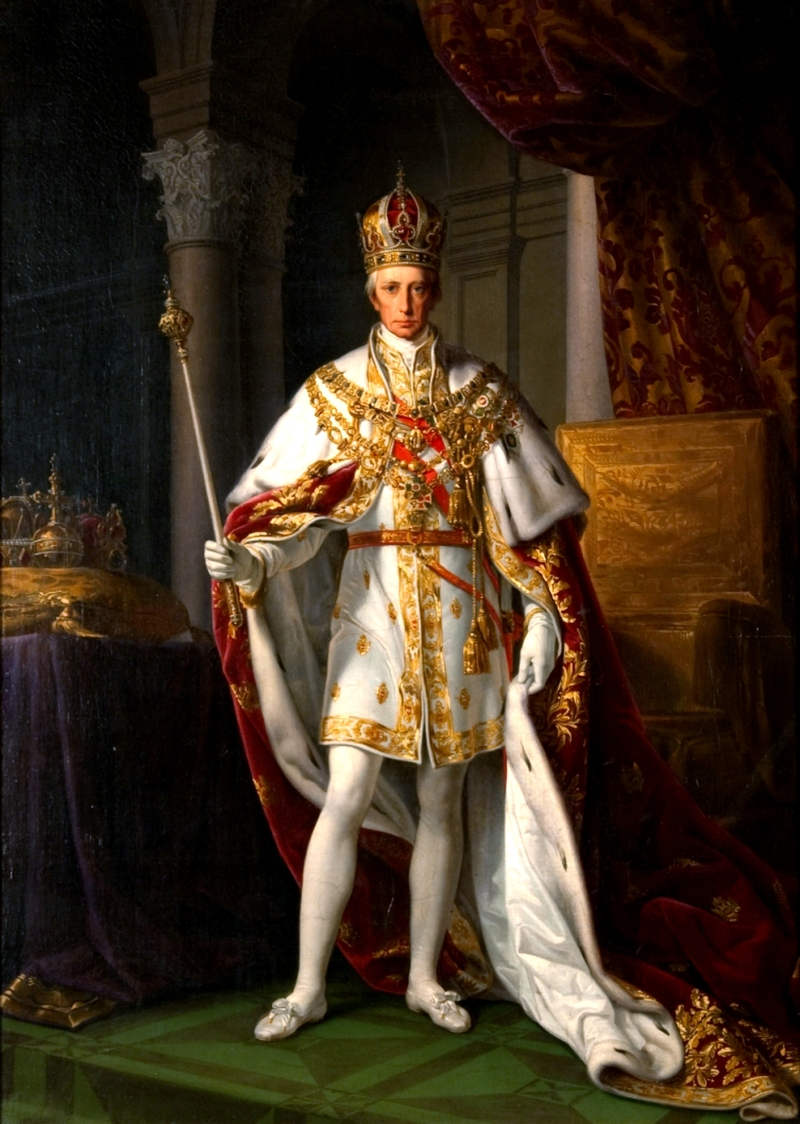
Leopold Kupelwieser, ritratto dell'imperatire Francesco II d'Asburgo-Lorena, Vienna, Heeresgeschichtliches Museum.

Il vivace, bizzarro, irrequieto Luigi Tadini – come viene descritto da Francesco Sforza Benvenuti nel suo Dizionario biografico cremasco. – era grande appassionato d'arte la cui collezione fu visitata dall'imperatore Francesco II d'Asburgo-Lorena nel 1816.
Alla morte di Luigi il palazzo fu ereditato nel 1829 dal conte Faustino Vimercati Sanseverino con la condizione che aggiungesse ai propri cognomi quello di Tadini. Il conte Faustino lo vendette nel 1870 per la somma di 26 mila lire ad Anna Elena Solera, donna Matilde Fischermann e donna Laura Granata che ne ricavarono un educandato per fanciulle.
Nell'anno 1889 il palazzo fu acquistato dalla Congregazione di Carità con lo scopo di ospitarvi la Pia Casa Poveri e Ricoveri di Mendicità "Carioni Vimercati", istituita nel 1887. Si pervenne all'apertura di questa istituzione grazie al lascito di Fausto Carioni, nipote di Agostino Vimercati.
La Congregazione di carità assorbì nel 1892 l’Opera Pia Marini, istituita con testamento di Piero Marini del 1877.
Nell'anno 1931 alla Congregazione di Carità fu concentrata l'amministrazione di tutti gli enti assistenziali e di tutte le opere pie cittadine, situazione che perdurò per pochi anni fino alla nascita, ai sensi della Legge 3 giugno 1937, di un Ente Comunale di Assistenza (ECA); tuttavia l'anno successivo il Regio decreto del 20 gennaio 1938 stabiliva che tutti gli enti con scopi specifici e diversi dall'assistenza generica, immediata e temporanea fossero decentrati dall'ECA e affidati ad un'unica amministrazione denominata IPAB (Istituzione Pubblica di Assistenza e Beneficenza), popolarmente nota con il termine Istituti di ricovero.
Con Decreto del Presidente della Repubblica del 19 marzo 1959, n. 268 l'Opera pia Carioni-Vimercati e la Casa di ricovero dei poveri, vennero fuse nell'unica istituzione denominata Casa di riposo Marini, Carioni-Vimercati, con conseguente modifica dello statuto.

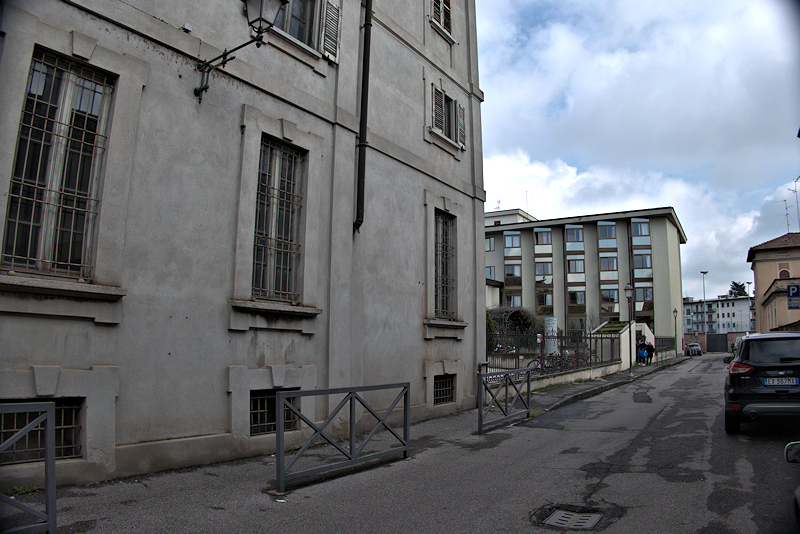
A lato di Palazzo Tadini si nota una porzione della moderna RSA.

Al lato del palazzo nel 1979 fu inaugurata e raccordata a questo una moderna struttura residenziale inaugurata il 13 ottobre, volgarmente identificata come Casalbergo.
All'ente, con deliberazione n. 30045 del 19 novembre 1992 della Regione Lombardia, furono accorpate l'Opera Pia Pasquini e l'Opera Pia Esposti, assumendo il nome di Casa di Riposo Marini, Carioni-Vimercati, Pasquini.

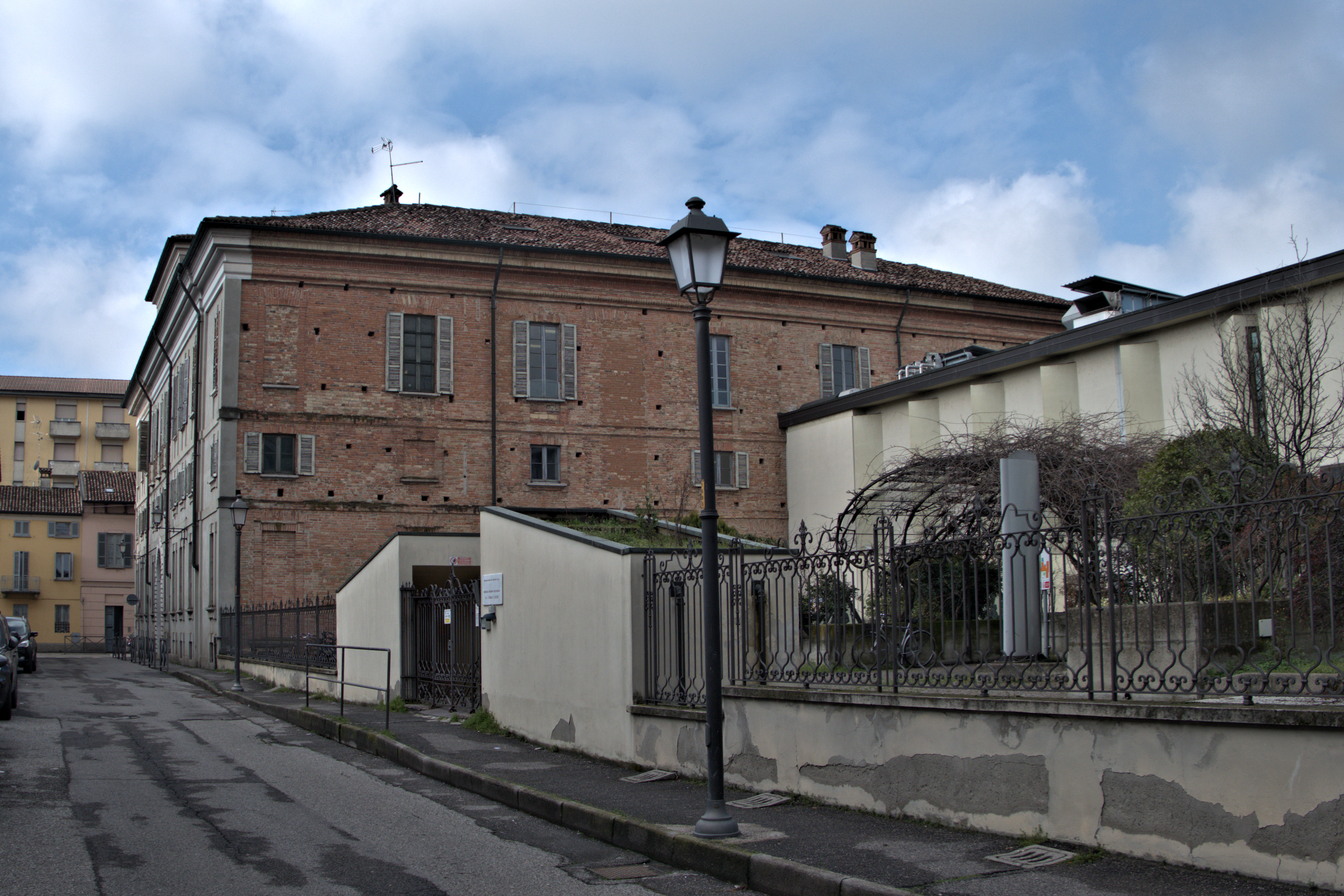
Il lato orientale.

Nel 2004 le IPAB furono sciolte e la Casa di Riposo, assieme all'Opera Pia Cronici e al Centro per Minori Frecavalli, confluì nella Fondazione Benefattori Cremaschi.
Il 20 giugno 2015 l'intera struttura venne intitolata al dottor Camillo Lucchi, presidente dell'IPAB – Istituti di ricovero tra il 1991 e il 1995 e benefattore della medesima.
Palazzo Tadini ospita appartamenti e un Centro Diurno Integrato (CDI) che, dopo la il periodo di chiusura per l'epidemia da Covid-19, venne ristrutturato sotto la direzione dell'architetto Marco Ermentini, quindi riaperto nel mese di ottobre 2022 con lo scopo di supportare le famiglie di soggetti che necessitano assistenza e socialità, ma non ancora nella fase di un occorrente ricovero.

## Personalità legate al palazzo

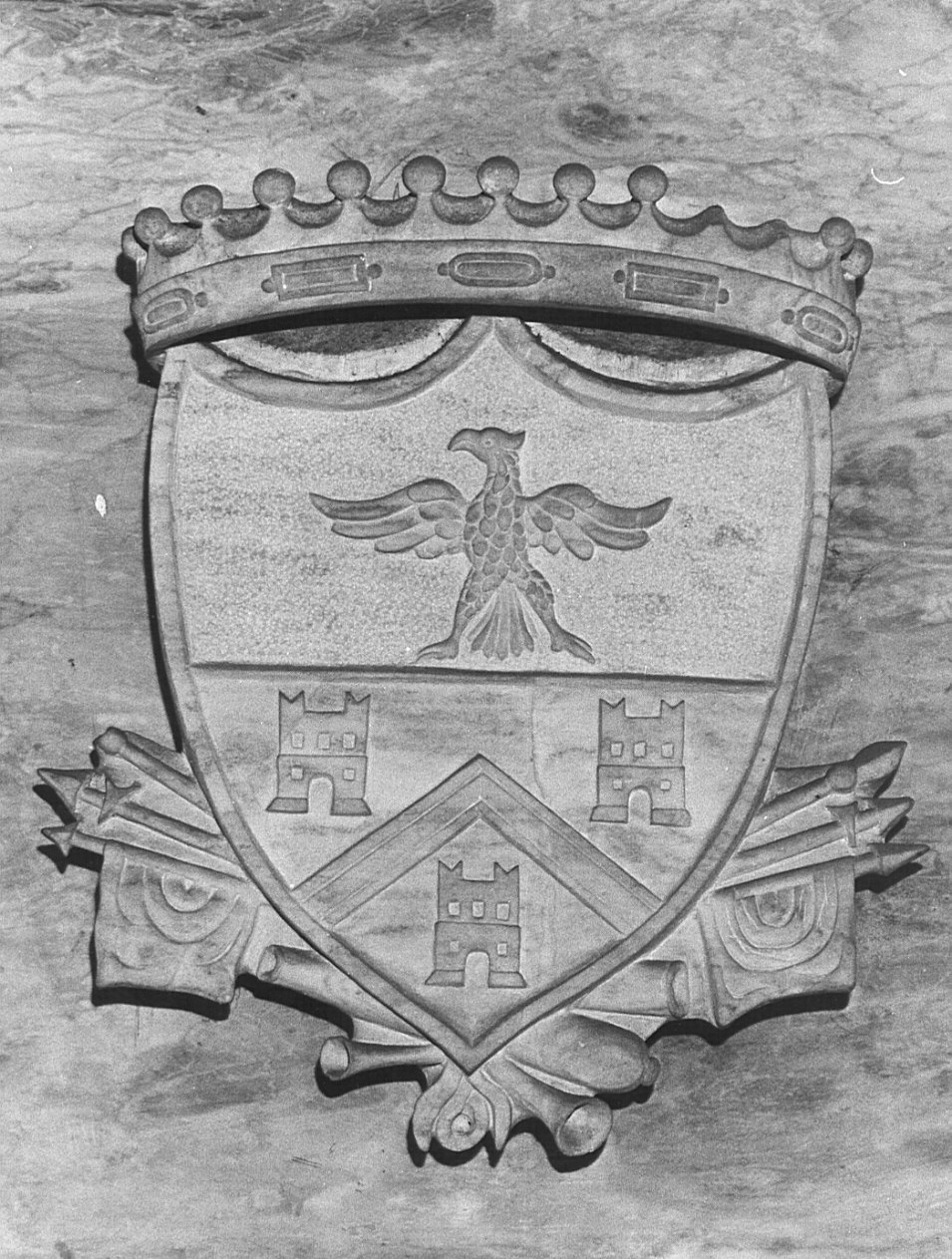
Stemma della famiglia Tadini: d'argento, al capriolo di rosso, accompagnato da tre castelli al naturale, merlati ognuno di due pezzi, col capo d'oro, all'aquila di nero. Bottega lombarda, rilievo in marmo, 1810-1815 circa, Lovere.

- Numerosi esponenti della famiglia Tadini si distinsero quali militari: dal XVII secolo in poi si segnalano il conte Girolamo (morto nel 1659), colonnello della Repubblica di Venezia[16]), fu anche al soldo del granduca di Toscana[18]; un altro Girolamo fu volontario nelle truppe cesaree di Leopoldo I d'Asburgo durante la battaglia di Vienna[18] e militò nell'esercito del duca Vittorio Amedeo II di Savoia[7]. Un Camillo (deceduto nel 1714) fu capitano di cavalleria[18] e Gaetano (morto nel 1755) fu tenente di cavalleria in un reggimento del Regno di Napoli[7][18].
- Luigi Tadini, figlio "spurio", di carattere stravagante ed estroverso[5] abbracciò numerose passioni, soprattutto letteratura e teatro[5]. Con l'arrivo dei francesi, nel 1797, si atteggiò a repubblicano[19][2] divenendo comandante cittadino della Guardia nazionale e arrivando ad occupare un seggio nel Corpo legislativo della Repubblica Italiana[18][2] salvo poi mutare condotta parteggiando per gli austriaci al loro arrivo[2]. Commissionò al prete Bartolomeo Bettoni una Storia di Crema presentandola alla Comunità per farne omaggio all'imperatore; una commissione giudicò l'opera scadente e piena di errori[20][6]. Tadini se ne risentì a tal punto che abbandonò Crema per rifugiarsi nella villa di famiglia a Lovere e lasciando in testamento la sua collezione artistica alla città bergamasca con il fine di istituire un istituto di belle arti[6][20].
- Libera Moronati, nobildonna veronese, moglie di Luigi Tadini, istituì un legato a favore degli Istituti ospedalieri a favore delle povere nubende[20].
- Il nobile Fausto Carioni non ebbe legami diretti con la dimora, ma è grazie al suo lascito che venne fondato il Ricovero di Mendicità[21][22]; nipote di Agostino Vimercati (proprietario del palazzo di via Giacomo Matteotti), morì giovanissimo all'età di 32 anni testando vari lasciti tra i quali uno di 100 mila lire per scopi assistenziali, accettati dalla comunità cittadina dopo vari passaggi istituzionali e quindi girato alla Congregazione di Carità che poté acquistare l'edificio[21][2].
- Camillo Lucchi, cui è dedicata la RSA dal 2015, fu medico presso l'Ospedale Maggiore, assistente medico e poi dirigente del dispensario antitubercolare, quindi medico di famiglia; fu anche politico militante nella Democrazia Cristiana per la quale fu segretario della sezione cittadina e segretario circondariale; ricopri anche la carica di consigliere comunale e consigliere regionale. Da giovanissimo fu antifascista, ebbe da adulto anche l'incarico di dirigente della Giac – Gioventù Italiana di Azione Cattolica. Per quanto attiene alla RSA, ricoprì l'incarico di presidente degli Istituti di ricovero di Crema dal 1991 al 1995, intercettando i finanziamenti per un ampliamento (chiesa, sala polifunzionale, nuova cucina); fu anche il propugnatore per la costruzione del nuovo reparto "San Gabriele" nel plesso di via John Fitzgerald Kennedy; molto attivo anche in ambito culturale e associativo, papa Francesco lo insignì nel 2014 dell'onorificenza Croce pro Ecclesia et Pontifice consegnatagli dal vescovo Oscar Cantoni[23].

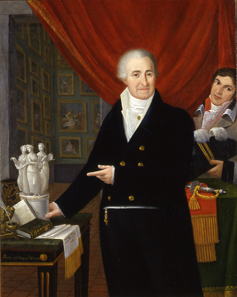
Gioacchino Manzoni, "Ritratto di Luigi Tadini", olio su tela, 1813, Lovere, Accademia Tadini.
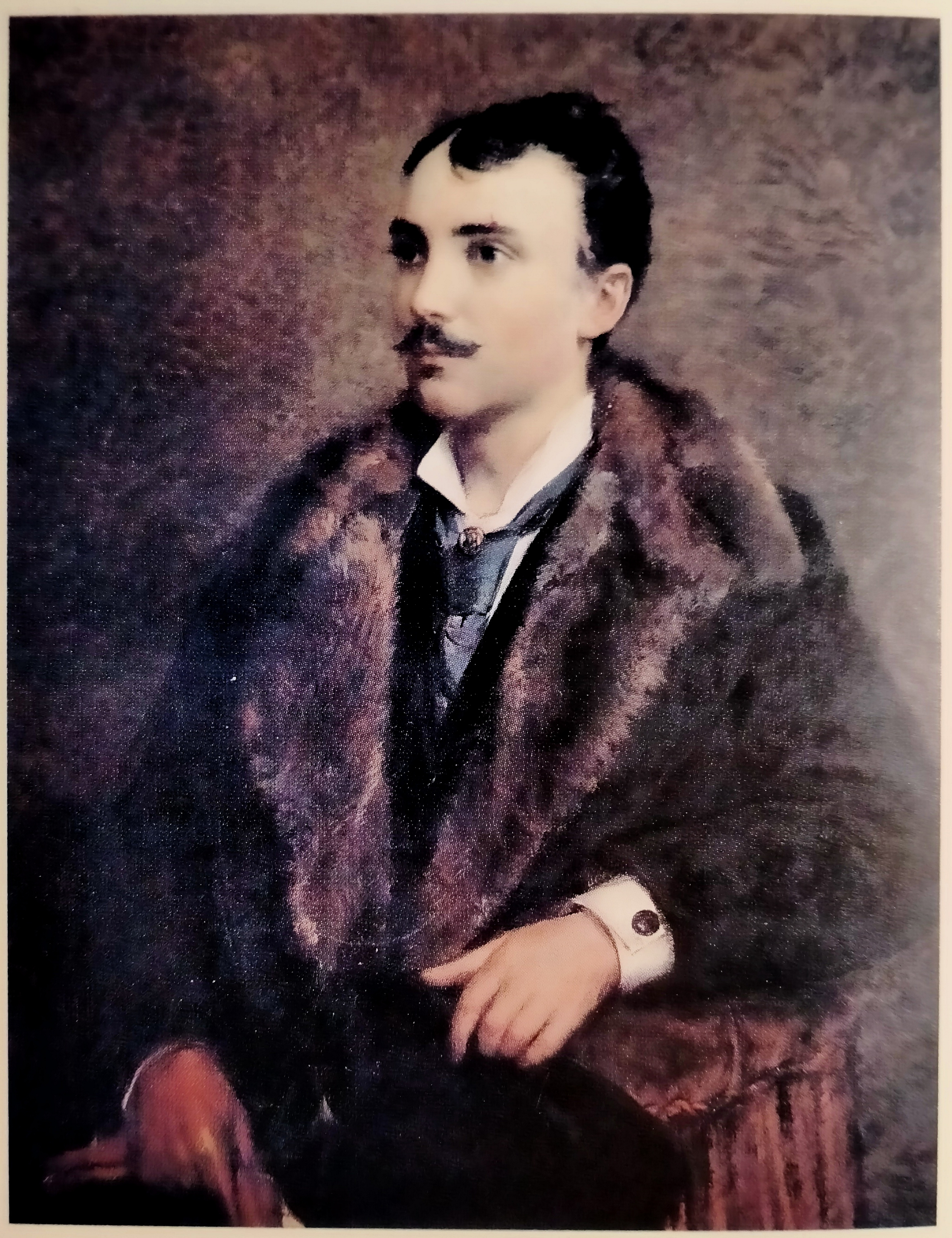
Eugenio Giuseppe Conti (attribuzione): "Ritratto di Fausto Carioni", olio su tela, Crema, proprietà Fondazione Benefattori Cremaschi.

## Caratteristiche

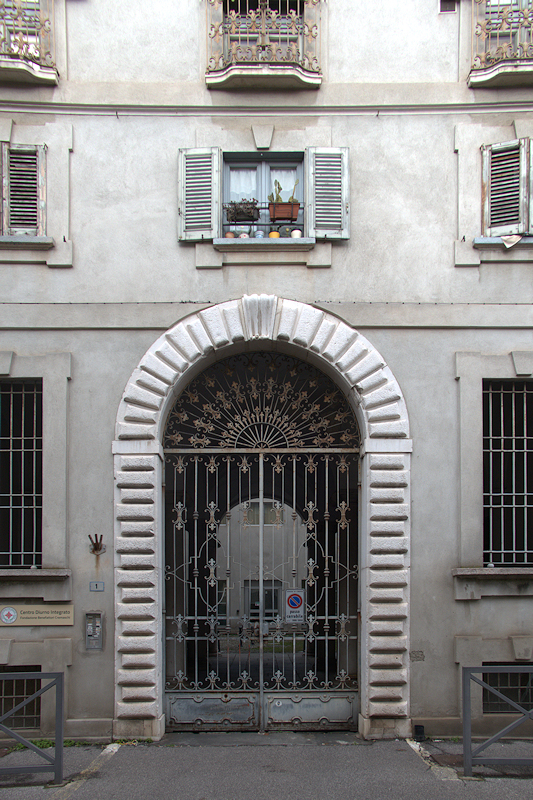
Il portale.

Il palazzo ha una pianta quadrata con cortile interno, mantiene intatte le sue caratteristiche esterne seicentesche; si sviluppa su tre ordini divisi da semplici marcapiani con finestre incorniciate; quelle rasoterra e quelle del piano intermedio sono di dimensioni inferiori.
Il portale con arco a tutto sesto è circondato da una fascia a bugnato.
L’apparato murario del solo lato orientale è in mattoni vista.

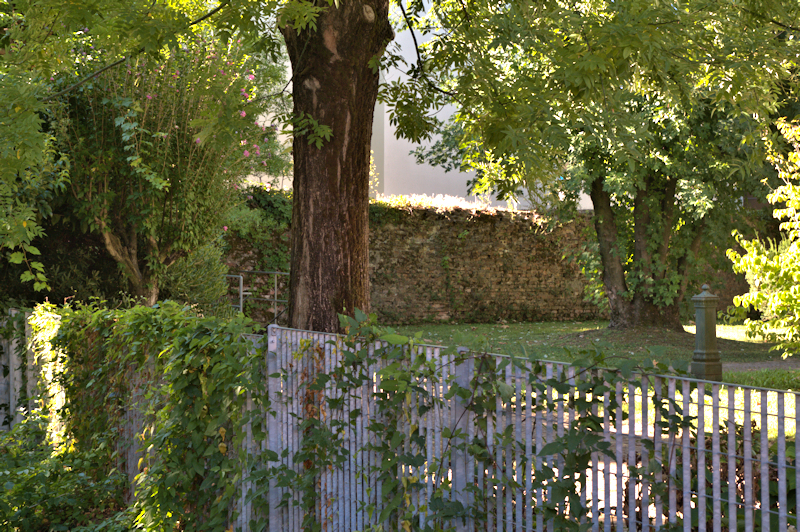
Porzione delle mura venete nel parco "Gianna Manenti Agello".

Nella parte retrostante, oltre un piccolo parcheggio e un edificio di servizio, si sviluppa il parco "Gianna Manenti Agello", vasto 4.600 metri quadrati, il quale ingloba una porzione delle mura venete e confina con la roggia Rino; vi sono impiantati 80 tra arbusti ed alberi di 41 specie diverse; il parco contiene anche alcune installazioni artistiche.